# (1060) Magnolia
(1060) Magnolia és un asteroide pertanyent al cinturó d'asteroides descobert per Karl Wilhelm Reinmuth des de l'observatori de Heidelberg-Königstuhl, Alemanya, el 13 d'agost de 1925.
Magnolia va ser designat inicialment com 1925 PA. Més tard es va anomenar per les magnolies, un gènere de plantes magnoliàcies.
Magnolia orbita a una distància mitjana del Sol de 2,238 ua, podent allunyar-se'n fins a 2,69 ua i acostar-s'hi fins a 1,785 ua. Té una excentricitat de 0,2021 i una inclinació orbital de 5,918°. Triga a completar una òrbita al voltant del Sol 1223 dies.
Magnolia forma part de la família asteroidal de Flora.